# Opisthonema oglinum
Opisthonema oglinum és una espècie de peix pertanyent a la família dels clupeids present a l'Atlàntic occidental des de Maine (Estats Units) i Bermuda fins al golf de Mèxic, el mar Carib, les Índies Occidentals i Santa Catalina (Brasil).
Pot arribar a fer 38 cm de llargària màxima (normalment, en fa 20) i 375 g de pes. Té 19-21 radis tous a l'aleta dorsal i 23-24 a l'anal.
És un peix marí, associat als esculls i de clima tropical (41°N-37°S, 98°W-33°W).
Menja plàncton (copèpodes), peixets, crancs i gambes.
És depredat per Scomberomorus brasiliensis (al Brasil), Arius felis (a Mèxic), Arius melanopus (a Mèxic), Lutjanus jocu, Scomberomorus cavalla, Scomberomorus regalis i Carcharhinus porosus (al Brasil).
Es comercialitza fresc, congelat, salat i per a elaborar farina de peix.
Hi ha informes d'enverinament per ciguatera.